# یان کوبیس
یان کوبیس (انگلیسی: Ján Kubiš)؛ (زادهٔ ۱۲ نوامبر ۱۹۵۲) سیاستمدار اهل اسلواکی است. نماینده ویژه و رئیس هیئت مساعدت سازمان ملل متحد برای عراق (یونامی) بود.
وی همچنین برندهٔ جوایزی همچون لژیون دونور شده‌است.

## زندگی‌نامه
یان کوبیس در ۱۹۵۲ در براتیسلاوا، چکسلواکی (اسلواکی فعلی) متولد شد. وی متأهل است نام همسر وی یاروسلاو کوبیسوا است و یک دختر دارد.

## مناصب و فعالیت‌ها
یان کوبیس در ۵ فوریه ۲۰۱۵ توسط بان کی مون دبیرکل سازمان ملل متحد به سمت نماینده ویژه و رئیس هیئت مساعدت سازمان ملل متحد برای عراق (یونامی) منصوب شد. همچنین وی پیش از این، نماینده ویژه و رئیس (یوناما) مأموریت سازمان ملل متحد برای افغانستان، دبیر اجرایی کمیسیون اقتصادی ملل متحد برای اروپا (OSCE) و از ژوئیه ۲۰۰۶ تا ژانویه ۲۰۰۹ وزیر امور خارجه اسلواکی بود.
این دیپلمات اسلواک سابقاً دبیرکل سازمان امنیت و همکاری اروپا بود. در ژوئیه ۲۰۰۵ اتحادیه اروپا یان کوبیس را به عنوان فرستاده ویژه اتحادیه اروپا به آسیای مرکزی منصوب کرد. یان کوبیس قبل از این نیز فرستاده ویژه ملل متحد به تاجیکستان در دوره انتقالی پس از جنگ داخلی این کشور تا زمانی که اولین انتخابات پس از جنگ برگزار شد را برعهده داشت.
یان کوبیس پیش از اینکه دبیرکل سازمان امنیت و همکاری اروپا (OSCE) شود تا سال ۱۹۹۴ مدیر مرکز پیشگیری از منازعات در سازمان امنیت و همکاری اروپا (OSCE) بود.
از ۱۹۹۳ تا ۱۹۹۴ یان کوبیس علاوه بر اینکه سفیر دائم جمهوری اسلواکی در سازمان ملل در ژنو بود، همچنین موافقت‌نامه عمومی تعرفه و تجارت وسایر سازمانهای بین‌المللی را نیز برعهده داشت. در ۱۹۹۴، کوبیس فرستاده ویژه وزیر و مذاکره کننده اصلی اسلواک برای پیمان ثبات در اروپا بود. در ۱۹۹۲ او به عنوان رئیس دفتر کمیته مقامات ارشد کمیته امنیت و همکاری در اروپا (CSCE) تحت رهبری مشترک چک و اسلواک (CSCE) بود.
از ۱۹۹۱ تا ۱۹۹۲، کوبیس مدیر کل بخش یورو آتلانتیک در وزارت خارجه اسلواکی در پراگ بود. از ۱۹۸۹، او در سفارت چکسلواکی در مسکو خدمت کرد، او ریاست بخشی که امور امنیتی و کنترل تسلیحات در وزارت خارجه چک و اسلواک بود را بر عهده داشت. از ۱۹۸۰ تا ۱۹۸۵ وی در سفارت چک و اسلواک در آدیس آبابا، اتیوپی بود.

## زندگی شخصی
کوبیس متولد ۱۹۵۲, متأهل و دارای یک دختر است.